# Сан Клементе (град)
Сан Клемѐнте (на италиански: San Clemente, на местен диалект San Climènt, Сан Климент) е градче и община в северна Италия, провинция Римини, регион Емилия-Романя. Разположено е на 179 m надморска височина. Населението на общината е 5452 души (към 2010 г.).